# 高新亭
高新亭（1947年—），山东青州人，汉族，中华人民共和国政治人物。

## 生平
毕业于中央党校函授学院在职研究生班政治学专业，是中共党员。1983年4月至1991年8月，任昌潍地区、潍坊市中级法院院长、党组书记；1991年8月至1993年9月，任山东省高级法院副院长、党组副书记。1993年9月至1996年11月，任省委政法委常务副书记。1996年11月至1997年10月，任省委政法委常务副书记，省公安厅厅长、党委书记，省武警总队第一政委、党委第一书记；1997年10月至1998年3月，任中共山东省委政法委书记，山东省公安厅厅长、党委书记，山东省武警总队第一政委、党委第一书记。1998年4月，继任中共山东省委常委、政法委书记，省公安厅厅长、党委书记，省武警总队第一政委、党委第一书记。2006年4月，任中共山东省委副书记。2007年6月，担任山东省人大常委会常务副主任。2008年，担任全国人大内务司法委员会委员。